# Константинова-Шлезінгер Марія Олександрівна
Марі́я Олекса́ндрівна Константи́нова (уроджена Шлезінгер) (1891—1987) — радянська науковиця, докторка хімічних наук, професорка.

## Життєпис
Протягом 1922—1931 років працювала в Інституті фізики і біофізики Наркомату охорони здоров'я СРСР.
Протягом 1934—1964 років — старша наукова співробітниця ФІАНу.
Одночасно вела науково-педагогічну діяльність: до 1932 року викладала на Московських вищих жіночих курсах, у 1931—1935 роках — в Інституті конярства (професор, завідувачка кафедри), протягом 1941—1951 років — у Московському фармацевтичному інституті (професорка, завідувачка кафедри неорганічної хімії).
Основні праці присвячені люмінесцентному аналізу в хімії, хімії кристалофосфорів.
Лауреатка Сталінської премії другого ступеня 1951 року (у складі колективу) — за розробку люмінесцентних ламп.
Нагороджена орденом Леніна (1953).

## Публікації
- «Химия на службе у земледельца». М.-Л., 1926;
- «Строение материи и современные представления о природе хим. реакций». М., 1927;
- Люминесцентный анализ. М.; Л.: Изд-во АН СССР, 1948. Т.2. 287 с.
- Химия ламповых гетеродесмических люминофоров, М., 1970;
- Люминесцентный анализ [Текст] / под ред. М. А. Константиновой-Шлезингер. — М. : Физматлит, 1961. — 399 с. : рис., табл. — (Физика и техника спектрального анализа) (Б-ка инженера). — Библиогр. в конце глав. — 11000 экз.